# II. Valdemár dán király
II. Valdemár Valdemarsson vagy Győzedelmes Valdemár (dánul: Valdemr Sejr), (1170. június 28. – 1241. március 28.) dán király 1202-től haláláig.
I. Valdemár második fiaként született. A Norvégiával születése évében kötött békeszerződés szerint norvég hercegséget kapott, 1183-tól dán herceg, 1189-től Dux Daciae. 1202-ben gyermektelen bátyja halála után vita nélkül fogadták el Dánia királyának. Az új király merészen kihasználta a világhelyzet gyöngéit országa javára, és egyre jobban elfordul IV. Ottó német-római császártól. A Balti-tenger partvidékén már VI. Knut idején törekedtek dán kereskedelmi támaszpontok alapítására, ami hadjáratokhoz vezetett. Valdemár tehát 1205-ben elfoglalta Ösel és Dagö szigeteket, 1210-ben Poroszországot és Samlandot, 1217-ben pedig egy keresztes hadjáratban Estlandot (Észtországot).
Miután az Elba hercegségeket teljesen meghódította, Estoniát (Észak Észtország) következett 1219-ben. Ekkor történt a legenda szerint, hogy a Reval mellett vívott csatában az égről egy kereszt hullott alá, mely a dánoknak meghozta a győzelmet és azután danebrog néven Dánia zászlaja lett. 1223 májusában azonban a hadi szerencse elhagyta Valdemárt, ugyanis Henrik Schwerin grófja Lyöe szigetén elfogta és kényszerítette, hogy mondjon le Mecklenburgról és Holsteinről. Még ma is mutogatják a szigeten a sverini vár mély várbörtönét, ahol a hatalmas Valdemár tizennégy éves fiával sínylődött. Szabadságát csak hatalmas váltságdíj fejében 1225-ben nyerte vissza: ezek szerint a legmegalázóbb feltételeket volt kénytelen elfogadni és esküt is kellett tenne rájuk. A szerződés értelmében Valdemár lemondott az Eiderig minden német területről és minden vend földről is Rügen szigetén kívül; továbbá meghagyta Hamburgnak és Lübecknek minden kereskedelmi szabadságát Dániában; 45 000 márka ezüstöt (ez a huszadik század elején több mint két millió koronát ért) vállalt el váltságul megfizetni, 100 lovas, 50 csataló felszereléséről gondoskodott, 1000 rőf flandriai vásznat és 250 rőf tarka prémet ígért, megadott minden elképzelhető kezességet, túszokat állított, sőt négy fiát is otthagyta egyelőre foglyul Henriknél. Harca az északnémet fejedelmekkel szövetséges Lübeckkel vereséggel végződött, 1227-ben a Bornhövde melletti csatában, úgyhogy kénytelen volt az Eidertől délre fekvő országrészekről teljesen lemondani. A német kudarc miatt Észtország felé próbált terjeszkedni, az országot végül megosztották Dánia és a Német Lovagrend között (stensbyi szerződés, 1238). Norvégiában és Svédországban a dán befolyás megerősítésére törekedett – katonai eszközökkel is. 1218-ban megkoronáztatta hasonnevű fiát, majd annak halála után második fia, Erik lett a társuralkodó (1232). 1227 után reformidőszak volt Dániában: összeírták a királyi jövedelmeket és javadalmakat (Liber Census Daniæ – II. Valdemár földkönyve, 1231), tíz évvel később, röviddel Valdemár halála előtt pedig lezárult a jütlandi törvénykezés a Jyske Lov ('jütlandi jog') életbeléptetésével. Uralkodása alatt alakult ki a dán hűbéri társadalom rendi tagozódása. Valdemár 39 évnyi uralkodás után, majdnem 71 évesen halt meg, fiára, a szerencsétlen sorsú IV. Erikre hagyva az országot. Mint törvényhozó, jó emléket biztosított magának.

## Gyermekei
- Valdemár első házasságát 1205-ben[3] kötötte Csehországi Margittal (1186 – 1212. május 24.), aki két fiút szült neki:
  - (III.) Valdemár (1209 – 1231. november 28.)
  - halvaszületett fiú (1212)
- Második felesége Portugáliai Berengária volt (1194 – 1221. március 27.), akivel 1214. május 2-án[3] házasodott össze, és aki öt gyermeket szült férjének:
  - Erik (1216 – 1250. augusztus 10.)
  - Zsófia (1217 – 1247)
  - Ábel (1218 – 1252. július 29.)
  - Kristóf (1219 – 1259. május 29.)
  - halvaszületett fiú (1221)
- Valdemárnak ezen kívül még két törvénytelen gyermeke is ismert:
  - (Hallandi) Niels (? – 1218)
  - Knut (1205 – 1260. október 15.), édesanyja Helena Guttormsdotter (1160 k. – 1230 u.)[3]
  - ismeretlen nevű leány